# Грейсер, Людмила Мироновна
Людмила Мироновна Грейсер (род. 22 апреля 1940, Джанкой, Крымская АССР) — советская, украинская и российская художница, акварелистка. Член союза художников СССР (1978). Заслуженный художник АРК (2000), Заслуженный художник Украины (2007). Лауреатка Государственной премии АРК в области изобразительного искусства (1997). Народный художник Республики Крым (2021).

## Биография
Людмила Федосова родилась 22 апреля 1940 года в Крыму, в городе Джанкой. В 1954—1958 годах училась в художественной школе при Картинной галерее имени Айвазовского в Феодосии, её учителями были крымские живописцы Н. С. Барсамов, С. Г. Мамчич. В 1963 году окончила Крымское художественное училище имени Самокиша, педагоги Валентин Григорьев, П. Карнаух, сокурсница Владимира Чуракова.
С 1963 года начала выставочную деятельность, была принята в бюро секции графики Крымской организации союза художников. С 1978 года — член Союза художников СССР. В 1994 году стала призёром международной выставки живописи в Ницце. В 1997 году — лауреатка Государственной Премии АРК в области изобразительного искусства. В 2000 году её было присвоено звание «Заслуженного художника АР Крым». В 2007 году присвоено звание Заслуженный художник Украины».

## Творчество
Работает в акварельной технике alla prima. Главной темой её творчества являются цветы и плоды. Работы: «Букет», «Осінні квіти», «Святковий букет» (1978), «Дарунки Чорного моря» (1992), «Кримська осінь» (1995), «Білі троянди» (1996), «Троянди» (2000), «Натюрморт із самоваром», «Жоржини та плоди», «Відпочинок», «Кримський дар» (2002), «Передноворічний настрій», «На блакитному тлі» (2003). «Пионы и гранаты», 1999, «Дельфиниум», 2004, натюрморт «Нежный», 2004, «Белые георгины и настурции», 1996, «Астры и настурции», 1996, «Лилейные», 2010.
Участвовала в выставках в Берне и Вене (1992), Феодосии (1993), в персональной выставке на Кипре в 2004 году. Персональная выставка — «Музыка акварели» в Крымском научном центре (2009). Юбилейная персональная выставка в Доме художника в Симферополе — 2015 год. Юбилейная экспозиция крымских художников в Москве (2015). Участвовала в выставке «Женщина: о времени и о себе» в Крымской республиканской библиотеке им. Франко (2016). Её работы вошли в альбом «Художники Крыма. Натюрморт».
Произведения Людмилы Грейсер находятся в коллекциях музеев Симферополя и Крыма, частных собраниях России, Украины, Кипра, Финляндии, Венгрии, Великобритании, Америки, Франции.
Высокую оценку получили акварели Людмилы у народной художницы Украины Т. Н. Яблонской, похвала которой на одной из республиканских выставок выразилась лаконичной фразой: «Смотрите, как надо работать акварелью». Председатель Крымского союза художников Леонид Лабенок отмечал, что она «тонко чувствует и эмоционально образно передаёт краски живой природы, пишет смело и темпераментно, отличается внутренней цельностью и композиционной завершённостью».

## Семья
- Муж — Грейсер Павел Павлович (род. 16 февраля 1942, Иркутск) — советский, украинский и российский живописец, педагог. Народный художник Украины (2006). Профессор кафедры книжной графики и дизайна Таврической академии Крымского федерального университета имени В. И. Вернадского[5].
- Сын — Грейсер Егор Павлович — художник.